# Onthophagus pactolus
Onthophagus pactolus là một loài bọ cánh cứng trong họ Bọ hung (Scarabaeidae).